# Championnats du monde de gymnastique rythmique 2021
Navigation
2019 2022
Les Championnats du monde de gymnastique rythmique 2021, trente-huitième édition des Championnats du monde de gymnastique rythmique, ont lieu du 27 au 31 octobre 2021 au West Japan Convention Center de Kitakyūshū, au Japon.
Exceptionnellement, les Championnats du monde a lieu l'année où se sont déroulés les Jeux olympiques en raison du report d'un an en raison de la pandémie de Covid-19, et qui plus est, dans le même pays.
C'est dans le même lieu que se sont tenus la semaine précédente les Championnats du monde de gymnastique artistique.

## Participants
Au total, 47 nations participent à ces Championnats du monde de gymnastique rythmique 2021.
En vertu d'une décision du Tribunal arbitral du sport, la Russie ne peut pas utiliser son nom, son drapeau ou son hymne et doit se présenter comme « athlète neutre » ou « équipe neutre » à tous les championnats du monde jusqu'au 16 décembre 2022. Ainsi, les gymnastes russes concourent sous le nom de « Fédération russe de gymnastique (RGF) ».

## Médaillées
| Épreuves                                             | Or | Argent | Bronze |
| ---------------------------------------------------- | --- | --- | --- |
| Épreuves par équipes                                 | | | |
| Concours général par équipe résultats détaillés      | Fédération russe de gymnastique Individuel Arina Averina Dina Averina Groupe Anastasia Bliznyuk Polina Orlova Angelina Shkatova Alisa Tishchenko Maria Tolkacheva | Italie Individuel Alexandra Agiurgiuculese Milena Baldassarri Sofia Raffaeli Groupe Martina Centofanti Agnese Duranti Alessia Maurelli Daniela Mogurean Martina Santandrea | Biélorussie Individuel Alina Harnasko Anastasiia Salos Groupe Hanna Haidukevich Anastasiya Malakanava Anastasiya Rybakova Arina Tsitsilina Karyna Yarmolenka |
| Épreuves individuelles                               | | | |
| Concours général individuel résultats détaillés      | Dina Averina (RGF) | Alina Harnasko (BLR) | Arina Averina (RGF) |
| Cerceau résultats détaillés                          | Dina Averina (RGF) | Alina Harnasko (BLR) | Sofia Raffaeli (ITA) |
| Ballon résultats détaillés                           | Dina Averina (RGF) | Arina Averina (RGF) | Alina Harnasko (BLR) |
| Massues résultats détaillés                          | Dina Averina (RGF) | Arina Averina (RGF) | Anastasiia Salos (BLR) |
| Ruban résultats détaillés                            | Alina Harnasko (BLR) | Dina Averina (RGF) | Arina Averina (RGF) |
| Épreuves en groupe                                   | | | |
| Concours général en groupe résultats détaillés       | Fédération russe de gymnastique Anastasia Bliznyuk Polina Orlova Angelina Shkatova Alisa Tishchenko Maria Tolkacheva                                              | Italie Martina Centofanti Agnese Duranti Alessia Maurelli Daniela Mogurean Martina Santandrea                                                                              | Biélorussie Hanna Haidukevich Anastasiya Malakanava Anastasiya Rybakova Arina Tsitsilina Karyna Yarmolenka                                                   |
| 5 ballons résultats détaillés                        | Fédération russe de gymnastique Anastasia Bliznyuk Polina Orlova Angelina Shkatova Alisa Tishchenko Maria Tolkacheva                                              | Italie Martina Centofanti Agnese Duranti Alessia Maurelli Daniela Mogurean Martina Santandrea                                                                              | Japon Rina Imaoka Rinako Inaki Rie Matsubara Sayuri Sugimoto Ayuka Suzuki                                                                                    |
| 3 cerceaux + 2 paires de massues résultats détaillés | Italie Martina Centofanti Agnese Duranti Alessia Maurelli Daniela Mogurean Martina Santandrea                                                                     | Fédération russe de gymnastique Anastasia Bliznyuk Polina Orlova Angelina Shkatova Alisa Tishchenko Maria Tolkacheva                                                       | Japon Rina Imaoka Rinako Inaki Rie Matsubara Sayuri Sugimoto Ayuka Suzuki                                                                                    |